# VOCALIUM
『VOCALIUM』（ボーカリウム）は、丹下桜のアルバム。2011年3月30日、ピクニックより発売された（販売はバウンディ）。
丹下桜名義のフルアルバムとしては、1999年発売の『Neo-Generation』以来12年振りとなる。

## 収録曲
1. beyond the imagination
  - 作詞：丹下桜、作曲：前澤ヒデノリ、編曲：鴇沢直
2. キセキ　～キミへの道のり～ (ラジオ「丹下桜のRADIO・A・La・Mode」 第53回～第89回放送分オープニング）
  - 作詞：丹下桜、作曲：前澤ヒデノリ、編曲：鴇沢直
3. ID
  - 作詞：丹下桜、作編曲：前澤ヒデノリ
4. あなたとワンシーン
  - 作詞：丹下桜、作曲：前澤ヒデノリ、編曲：上野義雄
5. more than loving you (ラジオ「丹下桜のRADIO・A・La・Mode」 第31回～第89回放送分エンディング）
  - 作詞：丹下桜、作曲：前澤ヒデノリ、編曲：鴇沢直
6. Is this love
  - 作詞：丹下桜、作編曲：前澤ヒデノリ
7. ふんわりと
  - 作詞：丹下桜、作編曲：前澤ヒデノリ
8. そんなわたしのスローライフ
  - 作詞：丹下桜、作編曲：上野義雄
9. Trail Run
  - 作詞：丹下桜、作曲：前澤ヒデノリ、編曲：末延孝雄
10. クローバー
  - 作詞：丹下桜、作編曲：良原リエ＆オオニシユウスケ
11. You Are My Destiny：ゆったり ver.
  - 作詞・作曲：伊藤利恵子、編曲：papasora